# Estheria atripes
Estheria atripes är en tvåvingeart som beskrevs av Villeneuve 1920. Estheria atripes ingår i släktet Estheria, och familjen parasitflugor. Inga underarter finns listade i Catalogue of Life.